# Psychoterapia
Psychoterapia – stosowanie metod psychologicznych, zwłaszcza opartych na regularnym kontakcie międzyludzkim, w celu pomocy osobom zmagającym się z różnorodnymi problemami. Psychoterapia służy poprawie dobrostanu i zdrowia psychicznego, rozwojowi relacji i umiejętności społecznych, może dotyczyć zmiany lub radzenia sobie z dokuczliwymi zachowaniami, przekonaniami, obsesjami, myślami lub emocjami. Niektóre techniki psychoterapeutyczne są uznane za oparte na dowodach naukowych metody leczenia określonych zaburzeń psychicznych.
Istnieje wiele różnych technik i form psychoterapeutycznych, czasem opartych na znacząco odmiennym pojmowaniu psychologii, etyki i metod pomocy. Większość polega na regularnych spotkaniach klienta lub grupy klientów z jednym lub kilkoma terapeutami. Wspólną cechą psychoterapii jest prymat metod psychologicznych, w odróżnieniu od leczenia psychiatrycznego, zorientowanego na metody medyczne i leki. Psychoterapia i medycyna mogą się nawzajem efektywnie uzupełniać.
Zasady dostępu do zawodu psychoterapeuty ustala najczęściej lokalne prawo lub dobrowolna organizacja zawodowa – psychoterapia jest z reguły traktowana jako zawód zaufania publicznego, ograniczony wymogiem zawodowej certyfikacji i superwizji, i wykonywany przez osoby z wykształceniem psychologicznym lub psychiatrycznym, po dodatkowych szkoleniach.
Teorie psychologiczne formułowali już tacy myśliciele starożytni jak Arystoteles i Galen, a termin psychoterapia (al-ilaj nal-nafs) wprowadzili do słownictwa medycznego prawdopodobnie tacy średniowieczni medycy bliskowschodni jak Rhazes i Ali al-Tabari. Zachodni termin psychoterapia pochodzi od stgr. ψυχή: psyche – dusza i therapein – leczyć. Psychoterapia nowożytna powstała oryginalnie jako integralna część psychoanalizy, ale wraz z rozwojem psychologii sformułowano wiele innych podejść.
W rozumieniu medycznym należy podzielić psychoterapię na dwie różniące się od siebie dziedziny pomocy psychologicznej – ścisłą psychoterapię i poradnictwo psychologiczne (pomoc psychospołeczną). Psychoterapia sensu stricto jest metodą z wyboru w leczeniu m.in. zaburzeń lękowych i zaburzeń osobowości. Pomoc psychospołeczna jest to mniej sformalizowane pomaganie – tam, gdzie nie ma zdiagnozowanej (według ICD-10 i DSM-5) choroby ani zaburzenia, ale jednak pacjent potrzebuje czyjejś pomocy.

## Status w Polsce
W Polsce zawód psychoterapeuty nie jest bezpośrednio uregulowany prawnie. Do wykonywania psychoterapii uznanej przez Ministerstwo Zdrowia uprawnione są m.in. osoby z dyplomem lekarza, pielęgniarstwa, psychologii, pedagogiki i resocjalizacji, które ukończyły dodatkowe podyplomowe szkolenie z uznanej naukowo szkoły psychoterapii. Regulują to decyzje Ministerstwa i NFZ, oraz m.in. ustawa z dnia 8 czerwca 2001 r. o zawodzie psychologa i samorządzie zawodowym psychologów oraz Rozporządzenie Ministra Edukacji Narodowej z dnia 30 kwietnia 2013 r. w sprawie zasad udzielania i organizacji pomocy psychologiczno-pedagogicznej w publicznych przedszkolach, szkołach i placówkach.
Pewne usługi psychoterapeutyczne są dostępne w ramach bezpłatnych świadczeń medycznych dla osób objętych powszechnym ubezpieczeniem zdrowotnym przez NFZ. Mogą je świadczyć takie ośrodki, jak np. Poradnie Zdrowia Psychicznego, Poradnie Leczenia Uzależnień i Poradnie Psychologiczno-Pedagogiczne, które zawarły umowy z NFZ.
Największymi organizacjami zrzeszającymi psychoterapeutów w Polsce są Polskie Towarzystwo Terapii Poznawczej i Behawioralnej (ponad 1900 certyfikowanych psychoterapeutów), Polskie Towarzystwo Psychiatryczne (ok. 550 certyfikowanych psychoterapeutów), Polskie Towarzystwo Psychologiczne (ok. 300) oraz Polskie Towarzystwo Terapii Psychodynamicznej (ok. 200). Ze względu na istnienie wielu niewielkich organizacji psychoterapeutycznych, zrzeszających po kilkunastu-kilkudziesięciu psychoterapeutów, brak centralnego oficjalnego rejestru oraz posiadania "podwójnej certyfikacji", łączna liczba psychoterapeutów posiadających certyfikat psychoterapeuty jest trudna do dokładnego ustalenia, natomiast jest szacowana na ok. 4000 osób z certyfikatami psychoterapeuty.

## Mechanizmy i efektywność
Według niektórych badań przeglądowych, większość klientów odnotowuje istotną poprawę już po około ośmiu–dwunastu sesjach terapeutycznych. Wyniki opublikowanej w 2017 r. metaanalizy 207 badań sugerują, że już ok. 8 tygodni psychoterapii może wiązać się z utrzymującymi się w badaniach kontrolnych po 6 miesiącach zmianami takich cech osobowości, jak stabilność emocjonalna i ekstrawersja. Efekt ten występował w znacznej mierze niezależnie od rodzaju terapii, czy wieku lub płci uczestników badania.
W Polsce przegląd metaanaliz dotyczący skuteczności psychoterapii w leczeniu zaburzeń psychicznych przeprowadził w 2022 roku zespół naukowców w ramach Zespołu Roboczego Polskiego Towarzystwa Terapii Poznawczej i Behawioralnej ds. Badań nad Skutecznością Psychoterapii  a w 2024 wydany został "Systematyczny narracyjny przegląd metaanaliz badań nad skutecznością psychoterapii poznawczo-behawioralnej i zaleceń terapeutycznych opublikowanych między 2010 a 2023" zawierający najbardziej współczesny przegląd metaanaliz dotyczących skuteczności psychoterapii.

### Praktyka oparta na dowodach
Ruch evidence-based practice (EBP; także EBM, EBT – od medicine, treatments itp.) – nurt praktyki opartej na dowodach – wyłonił się w drugiej połowie XX wieku z nasilających się apeli o krytyczną, naukową ocenę decyzji i procedur stosowanych w medycynie, psychologii, polityce i innych obszarach życia społecznego. Na przełomie XX i XXI wieku jego postulaty zostały szeroko zaakceptowane, m.in. przez środowiska akademickie i towarzystwa zawodowe takie jak Amerykańskie Towarzystwo Psychologiczne. EBP w psychoterapii polega na obiektywnym badaniu efektywności różnych podejść, ze stopniowaniem wartości dowodowej różnych analiz, i promowaniem najbardziej wiarygodnych technik naukowych, takich jak eksperymenty kliniczne (RCT), podwójnie ślepe próby czy metaanalizy i recenzja naukowa kontrolujące jakość metodologiczną badań. W EBP kładzie się również nacisk na szanowanie indywidualnych wartości i preferencji klientów.
Metody oparte na dowodach (EST – ang. empirically supported treatments) są definiowane np. jako „jasno zdefiniowane metody psychologiczne, których efektywność zademonstrowano w eksperymentach klinicznych w odniesieniu do ściśle określonej populacji”. W badaniach okazuje się jednak, że większość praktyków opiera się częściej na intuicji niż metodach naukowych. Kliniki i praktycy, którzy w większym stopniu korzystają z EST, notują większą efektywność i trwałość zmian terapeutycznych.

#### Wykaz skutecznych metod według Amerykańskiego Towarzystwa Psychologicznego
Jeden z publicznych wykazów metod opartych na naukowych dowodach prowadzi Stowarzyszenie Psychologii Klinicznej Amerykańskiego Towarzystwa Psychologicznego, według rekomendacji grup zadaniowych ekspertów Towarzystwa. Rekomendacje te mogą się z czasem zmieniać, wraz z napływem wyników kolejnych badań; aktualna lista opiera się głównie na danych dostępnych do 1998 r., aktualizacja do 2015 r. nie została jeszcze opublikowana.
Wśród przedstawionych w wykazie APA powiązań zaburzeń z metodami terapeutycznymi o efektywności podpartej silnymi dowodami znajdują się na przykład:
- bulimia – terapia poznawczo-behawioralna (CBT), terapia interpersonalna[22][23]
- schizofrenia – poznawczo-behawioralny trening umiejętności społecznych (SST), terapia poznawczo-behawioralna (CBT), terapia usprawniania poznawczego (CRT), program asertywności środowiskowej ACT, psychoedukacja rodziny, systemy chronionego zatrudnienia, systemy uczenia społecznego i gospodarki żetonowej
- lęk społeczny – terapia poznawczo-behawioralna (CBT)
- zaburzenia depresyjne – terapia behawioralna/aktywacja behawioralna, terapia poznawczo-behawioralna Becka, terapia poznawczo-behawioralna CBASP, terapia interpersonalna, techniki rozwiązywania problemów (PST), trening zarządzania sobą (SMT)
- osobowość chwiejna emocjonalnie typu borderline – terapia dialektyczno-behawioralna (DBT)
- uzależnienie od alkoholu – behawioralna terapia par
- ból przewlekły, fibromialgia, ból reumatyczny – wielokomponentowa terapia poznawczo-behawioralna (CBT), terapia akceptacji i zaangażowania (ACT)
- bezsenność – terapia poznawczo-behawioralna (CBT), metoda ograniczania snu (SRT), metoda kontroli bodźców (SCT), trening relaksacji, technika dyrektyw paradoksalnych.

### Psychoterapia a leczenie medyczne
Badania wskazują, że psychoterapia i leczenie psychiatryczne mogą się efektywnie uzupełniać, również w przypadku klinicznych zaburzeń psychiatrycznych, np. w leczeniu i radzeniu sobie z zaburzeniami afektywnymi, zaburzeniami lękowymi i PTSD, uzależnieniami czy schizofrenią. W szczególności, o ile działanie leków jest często ograniczone do okresu ich zażywania, efekty udanej psychoterapii utrzymują się długotrwale.

### Czynniki terapeutyczne
Podjęto wiele prób sklasyfikowania i zbadania wpływu różnych czynników na efektywność psychoterapii. Wśród roboczych klasyfikacji czynników terapeutycznych można wymienić np. propozycję Irvina Yaloma, Grencavage i Norcrossa, oraz Lamberta. Duża część starszych badań i metaanaliz, stwierdza, że efektywność odmiennych szkół psychoterapii głównego nurtu nie różni się znacząco . W związku z tym, w interpretacji wielu autorów, skuteczność terapii w większości wynika z czynników wspólnych, przede wszystkim relacji terapeutycznej, a nie z cech specyficznych dla każdego podejścia. Z drugiej strony badanie szeroko poszczególnych nurtów psychoterapii i porównania między nurtami, a nie tego jak poszczególne metody psychoterapii działają, lub nie działają, w odniesieniu do poszczególnych typów zaburzeń, jest obarczone dużymi problemami metodologicznymi. Oryginalnie, Saul Rosenzweig nazwał tę hipotezę werdyktem ptaka Dodo, cytując Alicję w Krainie Czarów. Przykładowo, publikacja Lamberta z 1992 r. przypisała różnym czynnikom następujący wkład procentowy w sukces terapii: zmiana pozaterapeutyczna (40%), tj. czynniki działające na klienta niezależnie od udziału w terapii, np. upływ czasu; czynniki wspólne (30%), występujące w większości podejść terapeutycznych, takie jak empatyczna relacja terapeutyczna; nadzieja (15%), część poprawy wynikająca z pozytywnych oczekiwań i wiary klienta w skuteczność terapii; wreszcie, specyficzne techniki (15%) – czynniki charakterystyczne dla poszczególnych podejść.
We współczesnych badaniach ocenia się, że wpływ relacji terapeutycznej może odpowiadać za widoczną, ale niewielką część efektu terapeutycznego, ocenianą na ok. 7% zmienności.
Wielu badaczy i praktyków z różnych szkół uważa jednak, że takie wyniki mogą być mylące, i w dużej mierze wynikać z metodologicznych artefaktów i słabości analiz, np. porównywania wyników terapii na zbyt ogólnym poziomie, bez rozróżniania zaburzeń. Autorzy ci nie zgadzają się na używanie tych porównań jako argumentu na rzecz całkowitego zrównywania skuteczności wszystkich szkół terapii we wszystkich obszarach. Odrębny nurt badań i metaanaliz (dotyczących tzw. praktyki opartej na dowodach – ang. EST) skupiających się na skuteczności konkretnych terapii w konkretnych diagnozach, przedstawia silne dowody, że niektóre metody terapeutyczne mogą być jednak bardziej skuteczne wobec poszczególnych problemów, i nie jest wszystko jedno jakiej się użyje.
W 2014 r. specjalna część jednego z czasopism naukowych Amerykańskiego Towarzystwa Psychologicznego, Psychotherapy, została poświęcona tematowi wspólnych czynników terapeutycznych w zestawieniu z EST. Publikacje podkreśliły, że teorie wspólnych czynników terapeutycznych mogą być formułowane w sposób kompatybilny z teoriami specyficznej efektywności konkretnych technik, oraz wskazywały na liczne obszary i zagadnienia wymagające dalszych i dokładniejszych badań.

### Jatrogenia
Nieodpowiednia lub źle prowadzona terapia może wywołać u niektórych osób także negatywne skutki – działać jatrogennie. Badania efektywności tylko czasami (w jednym z przeglądów, w 21%) odnoszą się wprost do tego ryzyka. Część podejść diagnostycznych i terapeutycznych uznaje się obecnie w całości za zdyskredytowane lub poważnie ryzykowne. Jedną z propozycji klasyfikacji technik terapeutycznych pod względem groźby jatrogenii przedstawia praca Lilienfelda z 2007 r., która za ryzykowne uznaje na przykład takie podejścia, jak:
- Szczegółowy debriefing CISD po doświadczeniu traumatycznego stresu – może pogłębiać ryzyko wywołania PTSD (co potwierdzono w przeglądzie systematycznym Cochrane[42])
- Niektóre programy profilaktyki młodocianej przestępczości i uzależnień oparte na prohibicji i straszeniu, takie jak Scared Straight oraz D.A.R.E. – mogą być nieskuteczne lub wręcz podnosić ryzyko przestępczości i uzależnień (również według badań[43][44][45])
- Techniki odzyskiwania wypartych wspomnień, np. pod hipnozą lub przez wolne skojarzenia – mogą tworzyć fałszywe wspomnienia i traumy (także według badań[46][47][48][49][50])
- Terapie zorientowane na zaburzenie dysocjacyjne tożsamości – mogą nasilać dysocjację tożsamości (także według badań[51])
- Terapie zaburzeń przywiązania oparte na przymusie i konfrontacji (np. holding therapy, reparenting) – wiążą się z zagrożeniem fizycznego zdrowia dzieci[52]
- Techniki ekspresyjne (np. z psychoterapii Gestalt) – mogą pogłębiać doświadczanie bolesnych emocji[53]

W badaniu opinii 101 ekspertów metodą delficką zespołu Norcrossa z 2006 r. oceniono co najmniej jako „zapewne zdyskredytowane”, do „na pewno zdyskredytowane” takie techniki terapeutyczne, jak na przykład:
- Terapie oparte na medycynie alternatywnej, takie jak terapia leczenia myśli Callahana, terapia orgonowa Reicha, używanie piramid energetycznych i kryształów leczniczych, bioenergetyka Lowena
- Terapie hipnotycznej regresji do przeszłego życia
- Terapie konwersyjne mające na celu zmianę orientacji seksualnej
- Trening EST Erharda
- Aroma- i koloroterapie, oraz terapie oparte na programowaniu neurolingwistycznym, do leczenia zaburzeń psychiatrycznych
- Terapie schizofrenii oparte na teorii matki schizofrenogennej lub teorii podwójnego wiązania rodzinnego, i terapie autyzmu oparte na teorii oziębłej matki
- Terapie zaburzeń przywiązania oparte na przymusie i konfrontacji (np. holding therapy, jw.)
- Programy profilaktyki młodocianej przestępczości i uzależnień oparte na prohibicji i straszeniu, takie jak Scared Straight oraz D.A.R.E. (jw.)
- Niektóre metody klasycznej psychoanalizy, takie jak terapia zazdrości o członek czy analiza snów Freuda

Spośród technik diagnostycznych, przeciętnie negatywnie oceniono takie metody, jak na przykład:
- Wiele testów projekcyjnych, np. test Szondiego, rysunek postaci ludzkiej, test Rorschacha, test drzewa Kocha, test dom–drzewo–człowiek (także w innych badaniach[55][56])
- Ocena osobowości przez analizę charakteru pisma
- Diagnoza osobowości z użyciem Enneagramu

## Struktura

### Kontrakt
Za ważny element powodzenia terapii uważa się zawarcie przymierza terapeutycznego, mającego wyraz między innymi w słownym lub pisemnym „kontrakcie” – który otwarcie formułuje obustronne cele i zaangażowanie w proces, i może podlegać w trakcie pracy adaptacji.

### Diagnoza
Prawidłowa diagnoza psychologiczna jest podstawą udanej pomocy. Obszary diagnozy mogą obejmować, zależnie od potrzeb, wiele wymiarów i aspektów funkcjonowania, z których można wymienić na przykład:
- zasoby psychologiczne klienta i dotychczasowy mechanizm utrzymywania zdrowia (podejście salutogenetyczne),
- mechanizm patologicznej adaptacji i funkcjonowania w zaburzeniu (podejście patogenetyczne),
- wewnętrzne (np. osobowościowe) i zewnętrzne (np. społeczne, sytuacyjne) czynniki przyczynowe,
- klasyfikacja zaburzenia (np. w systemie DSM-5 lub ICD-10), a wyjaśnianie jego indywidualnego mechanizmu,
- skupienie na aktualnych objawach i mechanizmach, lub na genezie zaburzenia w przeszłości,
- współzachorowalność, np. towarzyszące lękowi zaburzenie osobowości lub nadużywanie substancji,
- ocenę poziomu wglądu, oporu i motywacji klienta.

Współczesne systemy i podręczniki diagnostyczne, takie jak DSM-5, starają się łączyć wielowymiarowy opis zaburzenia i jego mechanizmów, z informacjami o metodach terapii opartych na dowodach.
Zbyt powierzchowna i wieloznaczna diagnoza może popadać w efekt horoskopowy (efekt Barnuma).
Klient psychoterapii ma prawo do wiedzy o swojej diagnozie, np. według kodeksu etycznego Polskiego Towarzystwa Psychologicznego. Diagności nie dzielą się czasem swoją oceną, np. kierując się troską o emocje klienta, jednak najczęściej wiedza o diagnozie działa na klienta pozytywnie.

#### Techniki subiektywne i obiektywne
Typowe techniki diagnostyczne obejmują m.in. obserwację, wywiad psychologiczny i testy psychologiczne. Mogą przyjmować one postaci bardziej lub mniej ustrukturowane, oraz opierać na mniej lub bardziej zobiektywizowanych normach i kluczach oceny.
Badania pokazują, że klinicyści najczęściej posługują się w diagnozie intuicyjnymi metodami, i rzadko używają technik bardziej ustrukturowanych i testowych, często w błędnym przekonaniu, że ich klienci również silnie preferują metody bardziej interpersonalne i spontaniczne. Tymczasem, jak zauważył już np. Meehl w 1954 r., techniki posługujące się obiektywnymi kryteriami i strukturą są w codziennej praktyce bardziej trafne i rzetelne. Metody subiektywne są użyteczne np. w przypadku nietypowych problemów, lub do analizowania mechanizmów i tworzenia nowych hipotez, ale ich weryfikację najlepiej wykonać według jasno określonych zasad. Spostrzeżenia Meehla potwierdziło wiele późniejszych badań i metaanaliz. Diagności nieposługujący się obiektywnymi metodami mają heurystyczną tendencję do przywiązywania nadmiernej uwagi do przypadkowych, bezwartościowych wskaźników.
Nietrafna diagnoza jest problemem szczególnie wtedy, gdy przedłuża prawidłowe rozpoznanie i leczenie zaburzeń grożących życiu. Wśród takich problemów znajduje się zaburzenie osobowości typu borderline, jadłowstręt psychiczny oraz zaburzenie afektywne dwubiegunowe – w których przypadku śmiertelność szacuje się na 5–10%. Przykładowo, w badaniu doświadczeń osób cierpiących na zaburzenie afektywne dwubiegunowe z 1994 r., prawidłowa diagnoza zajęła poszkodowanym często nawet kilka lat kontaktu ze służbą zdrowia.

### Formy interwencji
Techniki, plan i formy pomocy psychologicznej zależą w dużej mierze od nurtu i podejścia psychoterapeutycznego. Najczęstszą formą jest psychoterapia indywidualna, polegająca na cotygodniowych, ok. 45–60-minutowych spotkaniach; przeciętna długość psychoterapii według niektórych badań to 8 sesji. W niektórych podejściach, np. poznawczo-behawioralnym, terapeuci proponują również klientom zadania domowe do wykonania pomiędzy spotkaniami – według badań zwiększają one skuteczność terapii. Wiele orientacji terapeutycznych opiera się wyłącznie na rozmowie (oraz ciszy, w niektórych technikach psychoanalitycznych). Terapie mogą obejmować jednak wiele różnych aktywności, przykładowo: ćwiczenia technik relaksacyjnych, analizę postawy ciała, działania artystyczne, lub interakcję ze zwierzętami (przy czym arteterapia znajduje szereg potwierdzonych naukowo zastosowań, natomiast efektywność zooterapii nie została dotąd jednoznacznie wykazana).

#### Terapia a samopomoc
Nieprofesjonalną alternatywą dla psychoterapii są metody samopomocy psychologicznej, takie jak poradniki psychologiczne i grupy samopomocy (np. grupy programu 12 kroków, takie jak Anonimowi Alkoholicy). Ich efektywność jest bardzo zróżnicowana. Poradniki oferują niezindywidualizowaną pomoc, co w niektórych przypadkach może być nawet szkodliwe – np. pogłębiać ruminacje w depresji. Grupy samopomocy takie jak program 12 kroków są natomiast krytykowane przez niektórych badaczy za dogmatyczność, niepodleganie kontroli naukowej ani zawodowej i niską efektywność w porównaniu np. do technik medycznych i behawioralnych.

#### Terapia indywidualna, rodzinna i grupowa
Psychoterapia w postaci grupowej polega z reguły na systematycznych spotkaniach małych grup pacjentów, do 12 os., i dwóch terapeutów. Może być ona realizowana w różnych orientacjach teoretycznych. Grupy przyjmują zazwyczaj kontrakt obejmujący między innymi pełną poufność spotkań. Spotkania terapii grupowej są zwykle dłuższe, niż indywidualnej, i trwają ok. 90 minut. Według Irvina D. Yaloma, terapia grupowa cechuje się obecnością dodatkowych, korzystnych, społecznych czynników terapeutycznych. Wstępne wyniki badań potwierdzają tę intuicję. Efektywność terapii grupowej wykazano w badaniach i metaanalizach, między innymi w odniesieniu do depresji lub lęku społecznego, oraz ogólnego funkcjonowania społecznego w różnych zaburzeniach.
Terapia rodzinna jest typową formą w psychoterapii systemowej.

#### Terapia krótkoterminowa a długoterminowa
Tradycyjna psychoterapia psychoanalityczna dopuszcza wieloletnie kontynuowanie spotkań, jednak w XX wieku zaprojektowano wiele krótszych form terapii, między innymi programy krótkoterminowe (np. Terapia Skoncentrowana na Rozwiązniu, Krótkoterminowa Psychoterapia Psychodynamiczna), zaplanowane tylko na jedną lub kilka sesji. Metaanaliza z 2008 r. sugerowała, że długie terapie psychodynamiczne są skuteczniejsze od innych i krótszych terapii, jednak jego ponowna analiza z 2010 r. ujawniła błędy obliczeniowe, po których usunięciu nie zaobserwowano takiej różnicy. Podobne wyniki uzyskały także nowsze badania – długość terapii nie przekłada się na opłacalny wzrost efektywności. Metaanaliza z 2014 r. wskazuje jednak, że długoterminowe terapie psychodynamiczne mogą być użyteczne w przypadku zaburzeń osobowości.

#### Doświadczenie terapeuty
Według pojedynczych badań, długość doświadczenia psychoterapeuty nie jest sama w sobie ważnym czynnikiem powodzenia terapii.

### Superwizja
Ważnym elementem profesjonalnej psychoterapii jest superwizja terapeutów. Polega ona na poddawaniu się terapeutów regularnym konsultacjom i terapii własnej. Superwizja pomaga terapeutom zachować własne zdrowie oraz poddawać swoje oceny krytycznej, profesjonalnej refleksji. Badania potwierdzają, że superwizja sprzyja efektywności terapeuty.

## Nurty w psychoterapii
Mnogość systemów terapeutycznych może być klasyfikowana na wiele różnych sposobów. Lidia Grzesiuk w podręczniku Psychoterapia proponuje zbliżony do następującego podział (podobny do innych popularnych klasyfikacji, np. z encyklopedii APA):
- podejście psychoanalityczne i psychodynamiczne,
- podejście behawioralne i poznawczo-behawioralne,
- podejście humanistyczne i egzystencjalne,
- podejście systemowe,
- inne szkoły (m.in. podejścia eklektyczne, czy psychoterapia ericksonowska).

### Klasyczne terapie psychoanalityczne
Historycznie, klasyczna psychoanaliza miała bardzo duży wkład w popularyzację psychologii i psychoterapii. Była również celem intensywnej krytyki, zarówno z pozycji naukowych, jak i politycznych oraz religijnych. W szczególności, filozof nauki Karl Popper przedstawił freudowską psychoanalizę jako czołowy przykład pseudonauki. Skuteczne techniki i liczne trafne koncepcje z tego nurtu zostały zaadaptowane przez inne szkoły; obecnie, większość elementów klasycznej psychoanalizy jest uważana za mało efektywne, nienaukowe i archaiczne już podejście. Jego tradycję kontynuują nowoczesne, bardziej empiryczne podejścia psychoanalityczne (reprezentowane np. przez Petera Fonagy’ego) oraz podejścia psychodynamiczne (popularyzowane np. przez Nancy McWilliams).

#### Psychoanaliza freudowska
Podejście ukształtowane przez Zygmunta Freuda. Proponuje wyjaśnienia mechanizmów powstawania zaburzeń neurotycznych, przez odwołanie do nieświadomych konfliktów wewnętrznych między instancjami psychicznymi id, ego, superego, angażujących patologiczne mechanizmy obronne. Trzy główne cele terapii:
- pełne, nieselektywne usuwanie przeniesień wyłącznie przez ich interpretowanie
- możliwie szerokie uświadamianie nieświadomych myśli i emocji
- usuwanie mechanizmów obronnych wyłącznie poprzez ich interpretowanie.

#### Teoria relacji z obiektem i psychologia ego (self)
Nurty teorii relacji z obiektem i psychologii ego wykształciły się w dużej mierze dzięki pracy takich klinicystów jak Anna Freud, Margaret Mahler, Donald W. Winnicot czy Melanie Klein z dziećmi. Inni przedstawiciele to np. Heinz Kohut i Otto Kernberg, zajmujący się zaburzeniami osobowości, Wilfred Bion, który rozwinął psychoanalityczne koncepcje psychozy, jak i terapii grupowej, oraz Milton Erickson. Sformułowali oni wpływowe teorie wczesnego rozwoju psychicznego człowieka, w których kluczową rolę gra relacja z pierwotnym obiektem przywiązania. Stworzyli również rozbudowane teorie wiążące zaburzenia osobowości ze specyficznymi problemami rozwojowymi, oraz teorie działania ego, obejmujące pozytywne i przystosowawcze funkcje mechanizmów obronnych. Podejście to wpłynęło na rozwój teorii przywiązania, oraz terapii rodzinnych i systemowych.
Cele terapii:
- interpretacja mechanizmów obronnych, zwłaszcza przeniesienia i przeciwprzeniesienia,
- zawiązanie dobrej relacji terapeutycznej, umożliwiającej klientowi bezpieczne odtworzenie i analizę schematów relacji i przeżycie doświadczeń korekcyjnych

Najważniejsza w terapii opartej na TRO jest intensywna relacja pacjenta z terapeutą, wywołująca zjawisko przeniesienia pierwotnych schematów relacyjnych na kontekst terapii, co daje klientowi możliwość wglądu i przeżycia doświadczenia korekcyjnego, i dzięki temu zmiany reakcji i emocji na bardziej prawidłowe.

#### Neopsychoanaliza
Inne nurty psychoanalizy obejmują m.in. społeczną teorię nerwic Karen Horney, oraz ezoteryczne, kulturowe koncepcje C.G. Junga.
Carl Gustav Jung dowodził, że część nieświadomości jest zbiorowa, i obejmuje tzw. archetypy, uniwersalne wzorce psychiczne – najstarsze i powszechne doświadczenia ludzkości. Autor ten opublikował popularne pozycje na temat psychoanalizy kulturowej, wprowadził do psychologii takie pojęcia jak introwersja, ekstrawersja i kompleks. Sam prywatnie zmagał się z doświadczeniami psychotycznymi.
Cele terapii:
- badanie i uświadamianie przez pacjenta symboli, zwłaszcza symboli zbiorowych – typowych dla całej kultury ludzkiej
- dotarcie do nieświadomości poprzez analizę symboli występujących w marzeniach sennych i fantazjach pacjenta
- doprowadzenie pacjenta do wykorzystania własnej nieświadomej mądrości

### Nowoczesna psychoanaliza i terapie psychodynamiczne
Terapie psychodynamiczne (często stosuje się wymiennie określenie psychoanalityczne) opierają się na częściowej adaptacji technik i ram pojęciowych psychoanalizy, szczególnie teorii relacji z obiektem i psychologii ego. Podejście to charakteryzuje:
- skupienie na centralnych, nieświadomych konfliktach psychicznych, zwłaszcza powtarzających się w biografii osoby
- uznanie działania i ważności nieświadomych mechanizmów obronnych
- przekonanie o tym, że zaburzenia mają najczęściej korzenie w doświadczeniach wczesnodziecięcych
- pogląd, że wewnętrzna reprezentacja doświadczeń jest zorganizowana wokół relacji z osobami znaczącymi
- przekonanie, że schematy relacyjne są ujawniane i odtwarzane w terapii w procesach przeniesienia i przeciwprzeniesienia
- wykorzystywanie interpretacji przeniesienia, innych mechanizmów obronnych oraz objawów problemowych jako mechanizmu leczenia
- założenie, że wgląd jest kluczowy dla powodzenia terapii.

Współczesne badania psychoanalityczne podejmują próby łączenia teorii psychodynamicznych z językiem psychologii poznawczej. Jednym z wiodących, wielokrotnie nagradzanych badaczy w tej dziedzinie jest Peter Fonagy, opisujący zaburzenia osobowości w kategoriach dysfunkcjonalnych schematów przywiązania, reprezentacji obiektów (mentalizacji) i regulacji emocji.
Według części badań, psychoterapia dynamiczna jest w wielu obszarach podobnie efektywna jak inne podejścia, m.in. w leczeniu depresji i zaburzeń osobowości, zarówno w formie terapii długoterminowej, jak krótkoterminowej. Jakość metaanaliz dotyczących terapii psychodynamicznej jest jednak krytykowana, jak stwierdza w przeglądzie z 2015 r. także psychoanalityk Peter Fonagy: poziom badań pozostawia wiele do życzenia, i jest to jednak obszar wymagający dalszych, dokładniejszych analiz.

### Terapie behawioralne i poznawcze

#### Terapia behawioralna
Psychoterapia behawioralna wyłoniła się z behawioryzmu. Ukształtowali ją tacy przedstawiciele jak Albert Bandura (autor teorii społecznego uczenia się), Hans Eysenck i Joseph Wolpe. W terapii tej objawy psychopatologiczne pacjenta traktuje się jako nieprzystosowawcze zachowania nabyte w procesie uczenia się. Zachowania te, jak i zachowania przystosowawcze, kształtują się poprzez mechanizm warunkowania klasycznego, instrumentalnego, lub modelowania. Wśród technik behawioralnych są np. treningi umiejętności, desensytyzacja czy gospodarka żetonowa. Przykładem takich narzędzi są też treningi oparte na mnemonikach behawioralnych, takich jak zasada HALT z grup samopomocy Anonimowych Alkoholików, ACCEPT i IMPROVE z terapii dialektyczno-behawioralnej, lub ACT z terapii akceptacji i zaangażowania. Ułatwiają one uporządkowanie zachowania w sytuacji stresowej.
Cele terapii:
Psychoterapeuta na podstawie wywiadu z klientem i jego bliskimi, jak też opierając się na wynikach badań (np. w formie testów lub eksperymentów klinicznych), identyfikuje sposób kształtowania się nieprzystosowawczego nawyku oraz powstające sekwencje: „bodziec – nawyk dezadaptacyjny”
- wyjaśnia klientowi mechanizmy powstawania jego nieprawidłowych nawyków
- proponuje określone procedury terapeutyczne i wyjaśnia mechanizm ich działania – tj. naukę nowych, bardziej przystosowawczych form zachowania
- psychoterapeuta wraz z klientem ustala kontrakt terapeutyczny w tym zwłaszcza cel terapii

Techniki behawioralne są uważane za szczególnie skuteczne w leczeniu m.in. depresji, uzależnień, nadwagi, oraz poprawy funkcjonowania społecznego w schizofrenii lub radzenia sobie z chronicznym bólem.

#### Terapia poznawcza
Terapia poznawcza (ang. cognitive therapy – CT) została zapoczątkowana przez Aarona Becka w latach 1960. w celu leczenia depresji, i rozwinięta m.in. przez Judith Beck i Alberta Ellisa. Sformułowali oni poznawczy model depresji, wyrażającej się w zbiorze konkretnych zniekształceń poznawczych w percepcji siebie, świata i przyszłości (tzw. triada depresyjna Becka). Zniekształcenia te powstają w rezultacie procesu uczenia się. Niewłaściwy sposób percepcji i interpretacji zdarzeń jest przyczyną dezadaptacyjnych zachowań. Prace te zainspirowały i znalazły potwierdzenie np. w badaniach Martina Seligmana nad zjawiskiem wyuczonej bezradności.
Cele terapii:
- nastawiona jest na usuwanie zaburzeń myślenia, uczy rozpoznawania dysfunkcjonalnego sposobu myślenia i jego eliminowania,
- uczy pacjenta identyfikować schematy poznawcze, tkwiące u podstaw irracjonalnych myśli: myśli automatyczne, przekonania pośrednie i przekonania podstawowe,
- psychoterapeuta informuje pacjenta, w jaki sposób dochodzi do zaburzeń emocjonalnych oraz występowania dysfunkcjonalnych zachowań,
- dowodzi, że między sytuacją i zdarzeniami, w jakich pacjent uczestniczy a jego emocjami i zachowaniami pośredniczy sposób interpretacji zdarzeń składających się na tę interpretację,
- psychoterapeuta zwraca pacjentowi uwagę na to, że stały, automatyczny sposób interpretacji zdarzeń powinien być traktowany wyłącznie jako hipoteza, którą trzeba weryfikować empirycznie.

Terapia poznawcza jest uznawana w świetle badań i metaanaliz za szczególnie skuteczną w leczeniu m.in. zaburzeń depresyjnych, także ciężkich, depresji w przebiegu zaburzenia afektywnego dwubiegunowego, i dystymii. Może mieć postać indywidualną i grupową, i ma z reguły formę terapii krótko- do średnioterminowej (ok. 8-16 sesji).

### Terapia poznawczo-behawioralna
Terapia poznawczo-behawioralna (ang. cognitive-behavioral therapy, CBT) to szeroki nurt integrujący wcześniej powstałe podejścia behawioralne i poznawcze, w oparciu o teorie psychologii poznawczej, i rozszerzający je na wiele nowych zastosowań. CBT stosuje analizę czynników wpływających na zachowanie klienta, skupiając się na wywoływanych przez nie procesach poznawczych. Wykorzystuje eksperymenty behawioralne, by tą drogą sprowokować wystąpienie zmian w myśleniu. Podejście to obejmuje wiele różnorodnych procedur i technik, dopasowanych do różnych zastosowań. Często nazwą tą, także w doborze badań do metaanaliz, obejmuje się wszystkie techniki behawioralne i poznawcze, w tym terapię poznawczą Becka, terapię dialektyczno-behawioralną Linehan (DBT) czy terapię zaangażowania i akceptacji (ACT).
W ramach tzw. III fali psychoterapii poznawczo-behawioralnej, rozwijającej się od lat 90. XX wyróżnia się m.in.
- terapię akceptacji i zaangażowania (ACT, acceptance and committment therapy)
- terapię dialektyczno-behawioralną (DBT, dialectical behavior therapy)
- system psychoterapii oparty na analizie behawioralnej i poznawczej (CBASP, cognitive behavioral analysis system of psychotherapy)
- psychoterapię opartą na analizie funkcjonalnej (FAP, functional analytic psychotherapy)
- integracyjnę terapia behawioralna par (IBCT, integrative behavioral couple therapy),
- terapię poznawczą opartą na uważności (MBCT, mindfulness based cognitive therapy for depression)
- terapię schematów (TS, schema therapy) (część badaczy nie włącza terapii schematów do III fali CBT)[140]

U dorosłych, badania i metaanalizy wskazują na skuteczność specyficznych technik CBT w leczeniu, profilaktyce i poprawie funkcjonowania w:
- zaburzeniach lękowych[141][142][143][144][145], takich jak zespół lęku uogólnionego[146][147], zespół lęku napadowego[147][148][149] i lęk społeczny[147][150],
- zaburzeniach afektywnych, szczególnie zaburzeniach depresyjnych[144][147][151][152][153],
- zaburzeniach odżywiania[154], szczególnie zaburzenia z napadami objadania się[155][156][157], bulimii[22][23],
- zaburzeniach aktywności i uwagi (ADHD)[158][159],
- bólu chronicznym, np. lumbago[160], chorobach reumatycznych[161], fibromialgii[162], napięciowym bólu głowy[163] i przerwaniu rdzenia kręgowego[164],
- zaburzeniach osobowości typu borderline i os. unikającej[165],
- zaburzeniach psychotycznych[166] i schizofrenii[167][168][169][170],
- zespole uzależnienia fizjologicznego[171], również ze współwystępującą depresją[172][173],
- zespole stresu pourazowego[147][174][175][176][177],
- bezsenności[178][179].

Odnośnie do dzieci i nastolatków, istnieją dowody na skuteczność pewnych metod CBT w przypadku leczenia, poprawy funkcjonowania i profilaktyki:
- zaburzeń lękowych[143][147][180][181], dysmorfofobii[182],
- zaburzeń depresyjnych[147][181][183][184] i myśli samobójczych[185], w tym techniki CBT-SP (ang. suicide prevention) dla osób, które podjęły próby samobójcze[186],
- zaburzeń odżywiania i otyłości[187],
- zaburzeń obsesyjno-kompulsyjnych[143][188][189], zespołu tików, trichotillomanii, i innych zespołów powtarzalnego zachowania[190],
- zespołu stresu pourazowego[191], również u bardzo młodych dzieci (w wieku 3–6 lat)[192].

Przykładem interwencji CBT w obszarze zdrowia publicznego jest dostępna w Nowej Zelandii gra komputerowa Sparx, która została zaprojektowana w celu profilaktyki i leczenia zaburzeń depresyjnych u młodzieży. Wstępny eksperyment kliniczny wskazuje, że zwiększa ona efektywność innych metod leczenia depresji.

#### Terapia dialektyczno-behawioralna
Terapia dialektyczno-behawioralna (ang. dialectical behavior therapy, DBT) to postać terapii poznawczo-behawioralnej zaprojektowanej przez Marshę M. Linehan do pomocy klientom dotkniętych zaburzeniem osobowości typu borderline. Opiera się na rozbudowanym, poznawczym modelu zaburzeń osobowości i łączeniu technik poznawczych, teorii regulacji emocji i takich technik jak uważność (ang. mindfulness). Przedstawia całościowy protokół pracy, obejmujący zarówno program psychoterapii indywidualnej i grupowej, dostępność kryzysowego kontaktu telefonicznego klienta z terapeutą, oraz system superwizji terapeutów. Marsha Linehan przyznała w wywiadzie dla The New York Times, że oparciem i motywacją są jej doświadczenia z własnym zaburzeniem borderline.
Badania i metaanalizy wskazują, że DBT jest szczególnie skuteczna w terapii ofiar przemocy domowej, zaburzenia osobowości typu borderline (m.in. w przeglądzie Cochrane, z zastrzeżeniem ograniczonej jakości badań), oraz zachowań autodestrukcyjnych i samobójczych. Zależnie od zastosowania, jest prawdopodobnie efektywna również w relatywnie krótkoterminowych, 12-tygodniowych i 6-miesięcznych postaciach.

#### Terapia akceptacji i zaangażowania
Terapia akceptacji i zaangażowania (ang. acceptance and commitment therapy, ACT) jest klasyfikowana jako rodzaj terapii poznawczo-behawioralnej lub behawioralnej, i charakteryzuje się wykorzystaniem technik uważności (ang. mindfulness). Została zaprojektowana przez Hayesa, Wilsona i Strosahla. Badania wskazują na jej szczególną skuteczność m.in. w poprawie funkcjonowania osób cierpiących z powodu chronicznego bólu.

### Terapie humanistyczno-egzystencjalne
Główny reprezentant: C. Rogers
Zaburzenia pacjenta powstają w dzieciństwie, gdy rodzice nie stwarzają mu dogodnych do rozwoju warunków wychowawczych. Przez to człowiek w życiu dorosłym może działać destruktywnie, nieefektywnie, przeżywać napięcia itp. Cele:
- wytworzenie zaufania między terapeutą a pacjentem
- stworzenie pacjentowi możliwości sprzyjającego rozwoju
- wyzwolenie sił leczniczych tkwiących w pacjencie, aby mógł zrozumieć własny problem i wprowadzić konstruktywne zmiany w życie

#### Terapia Gestalt
Główny twórca: twórca Perls, opierał się na założeniach, że wszystkie doświadczenia jednostki porządkowane są w pewne figury, całości, postaci.
Terapia ma charakter niedyrektywny.
Cele terapii:
- stworzenie warunków do pełnego doświadczania siebie do poszerzenia świadomości, polegającego między innymi na doświadczaniu przeciwieństw. Co pozwala na dokonywanie odpowiednich w życiu wyborów, zgodnych z autentycznymi pragnieniami i przyczynia się także do nawiązywania z innymi ludźmi rzeczywistych kontaktów.

#### Terapia egzystencjalna
Twórca: Rollo May.
Cele terapii:
- terapia ta zmierza do przewrócenia pacjentowi ontologicznej pewności, którą może on osiągnąć, jeśli będzie w stanie ujawnić własne „ja prawdziwe”. Odbywać się to może tylko w warunkach stwarzających poczucie bezpieczeństwa.
- stworzenie z pacjentem kontaktu opartego na zrozumieniu pacjenta przy emocjonalnie pozytywnym ustosunkowaniu się psychoterapeuty
- ujawnienie przez pacjenta „Ja prawdziwego” co prowadzi do identyfikacji uczuć i pragnień, odróżnienia ich od potrzeb innych ludzi, którzy pragnęli nimi zawładnąć, wchłonąć, pozbawić autonomii

### Terapie systemowe
Terapie systemowe skupiają się na społecznym aspekcie zaburzeń i problemów. Wywodzą się z prac naukowców i terapeutów rodzinnych, takich jak Paul Watzlawick, Gregory Bateson, Salvador Minuchin czy Mara Selvini Palazzoli. Na poziomie teoretycznym, czerpią z cybernetycznych teorii systemów – opisują to, w jaki sposob objawy funkcjonują w kontekście społecznym przy pomocy takich pojęć, jak sprzężenia zwrotne, struktura i hierarchia systemów, i formy komunikacji. W terapii systemowej z reguły uczestniczy bliska rodzina osoby, która przejawia problemowe objawy.
Badacze tego podejścia zaproponowali opisy mechanizmów objawowych takich problemów jak jadłowstręt psychiczny i schizofrenia w kontekście systemowego funkcjonowania rodziny chorującego (np. komunikacji z podwójnym wiązaniem). Teorie te uważa się za inspirujące, ale często są one interpretowane – w duchu podobnych teorii psychiatrycznych i psychoanalitycznych z połowy XX wieku – jako przypisujące członkom rodziny odpowiedzialność za wywołanie zaburzenia, choć większość autorów podejścia systemowego nie miała tego na myśli. Interpretacja taka nie została nigdy potwierdzona badawczo, i jest uważana za mało trafną i adekwatną, oraz krzywdzącą dla większości bliskich osób ciężko chorych, zarówno w przypadku anoreksji, jak i schizofrenii. Nowoczesne modele systemowe takich zaburzeń jak jadłowstręt, przejawiają raczej pozytywną orientację salutogenetyczną, z elementami poznawczo-behawioralnymi, i podejście to okazuje się efektywne w terapii.
Badania potwierdzają szczególną skuteczność terapii systemowych w przypadku takich diagnoz, jak zaburzenie afektywne dwubiegunowe (ang. family focused therapy – FFT), bulimia czy jadłowstręt psychiczny (zwłaszcza tzw. protokół Maudsley) – choć zaznacza się, że potrzeba dalszych badań. Istnieją wstępne dowody efektywności dla szeregu innych problemów u dzieci i młodzieży, takich jak zaburzenia zachowania, zaburzenia afektywne czy ADHD, i wielu zaburzeń osób dorosłych. Eklektyczne terapie systemowe z elementami innych podejść są też skuteczne w przypadku rodzinnych terapii uzależnień u młodzieży, behawioralnej terapii uzależnień dla par, czy niektórych terapii problemów małżeńskich.

#### Szkoła komunikacyjna
Główni przedstawiciele: P. Watzlawick, J.H. Deawin, B.D Jackson, G. Bateson, J. Halley oraz M. Selwini-Pallazoli
P. Watzlawick – każde ludzkie zachowanie traktowane jest jako komunikat, symptomy chorobowe też mogą być rozumiane jako niewerbalne komunikaty przekazywane w sposób nieintencjonalny.
Cele:
- obserwowanie patogennych wzorów komunikowania się w rodzinie
- wprowadzenie nowych reguł komunikowania się w systemie rodzinnym
- posługiwanie się językiem performatywnym (co zachęca klienta do działania)
- terapia dyrektywna.

#### Pallazolli – szkoła Mediolańska
Źródeł zaburzeń upatrywał w specyficznie ukształtowanych danej rodzinie regułach określających transakcje komunikacyjne.
Cele:
- wykrycie fundamentalnej reguły, według której przebiega to oddziaływanie w rodzinie
- zmiana tej reguły, a także pochodnych względem niej
- terapia dyrektywna krótkoterminowa – nastawiona na rozwiązywanie konkretnego problemu zgłaszanego aktualnie przez rodzinę

#### Terapia strukturalna
Główny przedstawiciel: Salvador Minuchin. Objaw chorobowy zgłaszającego się na terapię członka rodziny należy traktować jako przejaw dysfunkcjonalności całego systemu rodzinnego.
Cele:
- zmiana struktury rodziny, czyli pozycji, jaką zajmują poszczególni członkowie
- wyznaczanie granic między podsystemami, gdy są one zbyt słabo wyznaczone, albo ich otwieranie, gdy są nazbyt sztywne.
- terapeuta osiąga te cele włączając się w system rodzinny z pozycji lidera. Powstaje wówczas nowy system, stwarzający warunki, które pozwalają na przekształcenie systemu rodzinnego.

### Inne szkoły psychoterapii
- Psychoterapia ericksonowska
- Terapia skoncentrowana na rozwiązaniach
- Neurolingwistyczna psychoterapia – NLPt (nie należy jej mylić z neurolingwistycznym programowaniem – NLP, które jest definiowane jako jedna z dziedzin praktycznej psychologii)
- systemy należące do tzw. „body-psychotherapy”
- Terapia zorientowana na proces (Arnold Mindell)
- Terapia socjoterapeutyczna (socjoterapia)

### Podejścia eklektyczne i integratywne
Gdy psychoterapeuta łączy w swoim podejściu teoretycznym i w praktyce kilka nurtów, mówi się o psychoterapii eklektycznej. Istnieją również różne odmiany psychoterapii integratywnej, które poszukują syntezy poszczególnych podejść i metod.
Niektóre szczególnie efektywne terapie eklektyczne to Unified Protocol do leczenia zaburzeń afektywnych oraz terapia multisystemowa dla młodocianych przestępców.

#### Terapie interpersonalne
Terapie interpersonalne (ang. interpersonal therapy – IPT) łączą elementy podejścia poznawczo-behawioralnego i psychodynamicznego (teorii przywiązania). Terapia interpersonalna jest uważana ze szczególnie skuteczną w leczeniu zaburzenia z napadami objadania się i bulimii. Badania i metaanalizy wskazują również na jej skuteczność w leczeniu depresji.

## Instytucje pozarządowe certyfikujące pracę psychoterapeutów
Ze względu na brak pełnego umocowania prawnego zawodu psychoterapeuty, jak też zawodu psychologa, w Polsce profesje te funkcjonują według rozporządzeń ustalanych doraźnie przez Ministerstwo Zdrowia i NFZ. Jest to spowodowane nierozwiązanym konfliktem pomiędzy środowiskami praktyków i akademików (reprezentowanych głównie przez historycznie najstarsze Polskie Towarzystwo Psychologiczne i Polskie Towarzystwo Psychiatryczne), innymi towarzystwami klinicystów-praktyków (jak największa w kraju organizacja psychoterapeutyczna Polskie Towarzystwo Terapii Poznawczej i Behawioralnej czy Polskie Towarzystwo Terapii Psychodynamicznej), a także niewielkimi organizacjami zrzeszonymi w Polskiej Radzie Psychoterapii, o prawo do certyfikowania szkoleń psychologicznych i psychoterapeutycznych, oraz dopuszczenie do tych zawodów osób pozbawionych określonego wykształcenia z nauk społecznych lub medycznych. Kolejne władze państwowe i kierownictwa NFZ w III RP nie były w stanie wypracować systemowego rozwiązania, i wybierały różne doraźne rozwiązania tego problemu, np. w latach 2007–2009 uznawano jedynie certyfikaty obu głównych PTP. Od 2010 r. NFZ respektuje certyfikaty różnych towarzystw według ogólnych zasad przedstawionych w rozporządzeniu Ministra Zdrowia; przykładowo, w decyzji z 2013 r. psychoterapeuta był definiowany jako:
„3) psycholog albo osoba, która spełnia łącznie następujące warunki:
a) posiada dyplom lekarza lub magistra: psychologii, pielęgniarstwa, pedagogiki, resocjalizacji albo spełnia warunki określone w art. 63 ust. 1 ustawy z dnia 8 czerwca 2001 r. o zawodzie psychologa i samorządzie zawodowym psychologów (Dz.U. z 2019 r. poz. 1026),
b) ukończyła podyplomowe szkolenie w zakresie oddziaływań psychoterapeutycznych mających zastosowanie w leczeniu zaburzeń zdrowia, prowadzone metodami o udowodnionej naukowo skuteczności, w szczególności metodą terapii psychodynamicznej, poznawczo-behawioralnej lub systemowej, w wymiarze co najmniej 1200 godzin albo przed 2007 r. ukończyła podyplomowe szkolenie w zakresie oddziaływań psychoterapeutycznych mających zastosowanie w leczeniu zaburzeń zdrowia w wymiarze czasu określonym w programie tego szkolenia,
c) posiada zaświadczenie, zwane dalej „certyfikatem psychoterapeuty”, poświadczające odbycie szkolenia wymienionego w lit. b, zakończonego egzaminem przeprowadzonym przez komisję zewnętrzną wobec podmiotu kształcącego, w skład której nie wchodzą przedstawiciele podmiotu kształcącego, w szczególności powołaną przez stowarzyszenia wydające certyfikaty psychoterapeuty – zwana dalej „osobą prowadzącą psychoterapię”, lub osoba, o której mowa w lit. a, posiadająca status osoby uczestniczącej co najmniej dwa lata w podyplomowym szkoleniu, o którym mowa w lit. b, oraz posiadająca zaświadczenie wydane przez podmiot prowadzący kształcenie oraz pracująca pod nadzorem osoby posiadającej certyfikat psychoterapeuty, zwana dalej „osobą ubiegającą się o otrzymanie certyfikatu psychoterapeuty.”
Wśród towarzystw, których certyfikaty są w praktyce uznawane, znajdują się np.:
- Polskie Towarzystwo Terapii Poznawczej i Behawioralnej[237]
- Polskie Towarzystwo Psychologiczne (Sekcja Psychoterapii PTP)
- Polskie Towarzystwo Psychiatryczne (Sekcja Naukowa Psychoterapii PTP oraz Sekcja Naukowa Terapii Rodzin PTP)
- Polskie Towarzystwo Psychoanalityczne
- grupa niewielkich organizacji zrzeszona w Polskiej Radzie Psychoterapii

oraz inne organizacje np.:
- Centrum Terapii Poznawczo-Behawioralnej[238]
- Polska Federacja Psychoterapii[239]